# Рьян (Шер)
Рьян (фр. Rians) — коммуна во Франции, находится в регионе Центр. Департамент — Шер. Входит в состав кантона Экс-д’Анжийон. Округ коммуны — Бурж.
Код INSEE коммуны — 18194.

## География

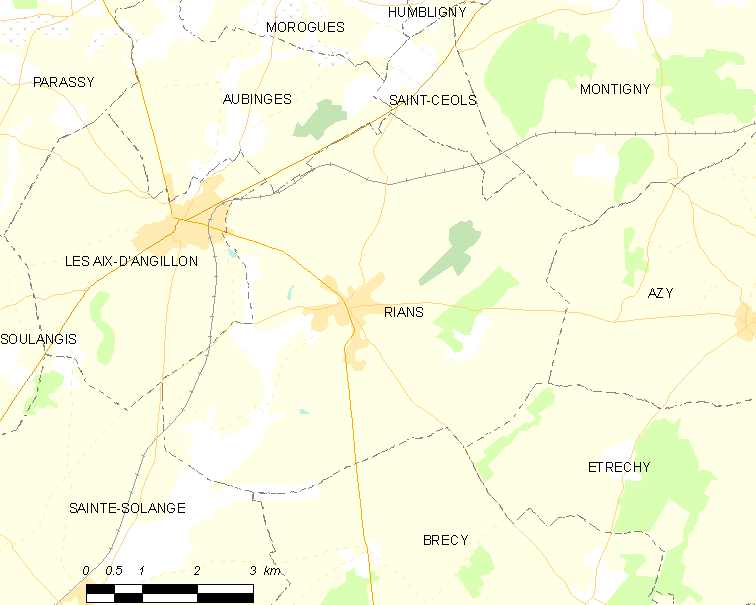
Карта коммуны

Коммуна расположена приблизительно в 190 км к югу от Парижа, в 100 км юго-восточнее Орлеана, в 20 км к северо-востоку от Буржа.
По территории коммуны протекает небольшая река Катье (фр. Quatier).

## Население
Население коммуны на 2008 год составляло 1051 человек.
| 1962 | 1968 | 1975 | 1982 | 1990 | 1999 | 2008 |
| ---- | ---- | ---- | ---- | ---- | ---- | ---- |
| 604  | 667  | 731  | 836  | 984  | 1017 | 1051 |

## Администрация
| Период | Период | Фамилия         | Партия | Примечания |
| ------ | ------ | --------------- | ------ | ---------- |
| 1925   | 1929   | Теофил Трибалла |        |            |
| 1929   | 1975   | Клеман Брокарде |        |            |
| 1975   | 1983   | Рене Брюн       |        |            |
| 1983   | 1995   | Андре Брокарде  |        |            |
| 1995   | 2014   | Франсуа Годри   |        |            |

## Экономика
Основу экономики составляют сельское хозяйство и лёгкая промышленность.
В 2007 году среди 693 человек в трудоспособном возрасте (15-64 лет) 525 были экономически активными, 168 — неактивными (показатель активности — 75,8 %, в 1999 году было 74,8 %). Из 525 активных работали 481 человек (272 мужчины и 209 женщин), безработных было 44 (10 мужчин и 34 женщины). Среди 168 неактивных 49 человек были учениками или студентами, 55 — пенсионерами, 64 были неактивными по другим причинам.

## Достопримечательности
- Приходская церковь Сен-Кристоф (XII век)
  - Кропильница (1528 год). Исторический памятник с 1913 года[3]
  - Статуя «Мадонна с младенцем» (XVI век). Высота — 160 см. Исторический памятник с 1913 года[4]
  - Статуя «Святой Христофор держит на руках Младенца Христа» (XVII век). Высота — 150 см. Исторический памятник с 1977 года[5]
  - Скульптурная группа «Святой Рох» (XVII век). Высота — 130 см. Исторический памятник с 1977 года[6]
- Замок Сери (XV век)
- Две водяные мельницы в деревнях Мальвет и Экорс